# Something Bitchin' This Way Comes
Something Bitchin' This Way Comes è il primo e unico album dei Lock Up, pubblicato nel 1989.
Il titolo dell'album prende spunto dal romanzo di Ray Bradbury intitolato Something Wicked This Way Comes (Il popolo dell'autunno nella traduzione italiana), che a sua volta prende nome da una battuta dall'opera Shakespeariana Macbeth.

## Tracce
1. Can't Stop the Bleeding – 4:11
2. Nothing New – 3:10
3. Punch Drunk – 3:37
4. Everywhere I Go It Looks Like Rain – 4:14
5. 24 Hour Man – 4:46
6. Don't Wanna Talk About It – 3:47
7. Half Man, Half Beast – 3:45
8. Tell Me When It's Over – 5:32
9. Kiss 17 Goodbye – 4:14
10. Where The Sky Meets the Street – 3:19
11. Maniac – 3:34
12. Peacekeeper – 3:47

## Formazione
- Mike Livingston - voce
- Tom Morello - chitarra
- Kevin Woods - basso
- Vince Ostertag - batteria